# Odontornithes
Зубасті, або зубаті, чи зубощелепні птахи (Odontornithes, Odontognathae чи Odontoholomorphae) відомі вченим з кінця XIX століття. До теперішнього часу (2016 р.) знайдено більше 100 екземплярів, що відносяться до цього вимерлого підкласу пташок. Багато характеристик вважаються дискусійними; єдиної думки у вчених немає. Декілька пташиних костей, знайдених в базальтових відкладеннях Антарктики, можуть доповнити наукові знання про зубаті пташки.
Відкриття здійснили геологи з Рочестерського університету. Аналіз скам'янілостей дозволив достатньо точно визначити часові рамки існування цієї пташки: туронський ярус крейдяного періоду (біля 93,9−89,8 мільйона років тому). Арктика тоді не була покрита льодом: для неї була характерна вулканічна активність, клімат мало відрізнявся від сучасної Флориди, а черепахи та крокодили були звичайними представниками фауни.
Знахідка отримала назву Tingmiatornis arctica; в основу взяли слово «tingmiat» («літаючі» на мові місцевих народностей). Відновивши її вид, вчені порівнюють пташку з великою чайкою та бакланом одночасно. Серед скам'янілостей зуби не були віднайдені, але Tingmiatornis arctica, визначено відноситься до зубатих пташок, оскільки в раціон її живлення входила крупна, більше 0,5 метра риба.